# Difenhidramin
Dífenhidramín je klasični neselektivni antihistaminik za sistemsko zdravljenje, ki deluje kot zaviralec na receptorjih H1. Deluje antiemetično (blaži siljenje na bruhanje), antipruritično (blaži srbež) in sedativno (pomirjevalno) ter se uporablja za zdravljenje alergij, pa tudi proti nespečnosti, za blaženje tresavice pri parkinsonizmu ter proti slabosti. Uporablja se z zaužitjem, v mišico, intravensko, topično in rektalno. Maksimalni učinek nastopi približno dve uri po odmerjanju ter lahko učinkuje do sedem ur.
Med pogoste neželene učinke spadajo zaspanost, težave s koordinacijo in slabost. Uporaba pri majhnih otrocih in pri starostnikih se ne priporoča. Glede uporabe med nosečnostjo niso poznana posebna tveganja, med dojenjem se pa uporaba difenhidramina odsvetuje.
Poleg glavnega antihistaminskega delovanja izkazuje tudi antiholinergičen učinek.
Difenhidramin je odkril George Rieveschl, komercialno so ga začeli uporabljati leta 1946. Na voljo so generična (večizvorna) zdravila. Prodaja se pod različnimi zaščitenimi imeni, na slovenskem tržišču pa ni registriranega zdravila s to učinkovino.